# ZH Pardubice
ZH Pardubice (celým názvem: Závodní hokejová Pardubice) je český klub ledního hokeje, který sídlí v Pardubicích v Pardubickém kraji. Založen byl v roce 2006. V roce 2015 se Závodka po neobdržení dotací na chod klubu od pardubického magistrátu odhlásila z Krajské ligy. Od sezóny 2015/16 působí v Chrudimském meziokresním přeboru, neregistrované soutěži ledního hokeje v České republice. Klubové barvy jsou černá a červená.
Své domácí zápasy odehrává v tréninkové hale u Zimního stadionu s kapacitou 1 000 diváků.

## Přehled ligové účasti
Stručný přehled
Zdroj: 
- 2011–2012: Pardubická krajská liga (4. ligová úroveň v České republice)
- 2012–2013: Pardubická krajská liga – sk. Střed (4. ligová úroveň v České republice)
- 2013–2015: Pardubická krajská liga (4. ligová úroveň v České republice)
- 2015– : Chrudimský meziokresní přebor (neregistrovaná soutěž v České republice)

Jednotlivé ročníky
Zdroj: 
Legenda: ZČ - základní část, červené podbarvení - sestup, zelené podbarvení - postup, fialové podbarvení - reorganizace, změna skupiny či soutěže
| Česko (2011 – ) |                                     |                       |           |                                          |               |
| Sezóny          | Soutěž                              | Úroveň                | ZČ        | Play-off, nadstavba, sk. o udržení...    | Poznámky      |
| 2011/12         | Pardubická krajská liga             | 4. úroveň             | 7. místo  | Nadstavba B (1. místo)                   | Reorganizace  |
| 2012/13         | Pardubická krajská liga – sk. Střed | 4. úroveň             | 3. místo  | Čtvrtfinále                              | Reorganizace  |
| 2013/14         | Pardubická krajská liga             | 4. úroveň             | 6. místo  | Zápas o 7. místo (prohra)                |               |
| 2014/15         | Pardubická krajská liga             | 4. úroveň             | 11. místo | O pohár Vladimíra Martince (Čtvrtfinále) | Změna soutěže |
| 2015/16         | Chrudimský meziokresní přebor       | neregistrovaná soutěž | 3. místo  | Vítěz                                    |               |
| 2016/17         | Chrudimský meziokresní přebor       | neregistrovaná soutěž | 2. místo  | Vítěz                                    |               |
| 2017/18         | Chrudimský meziokresní přebor       | neregistrovaná soutěž | 1. místo  | Vítěz                                    | [ 7 ]         |
| 2018/19         | Chrudimský meziokresní přebor       | neregistrovaná soutěž | 6. místo  | Skupina o umístění (5. místo)            | [ 8 ]         |
| 2019/20         | Chrudimský meziokresní přebor       | neregistrovaná soutěž |           |                                          |               |